# Aeroportul Bhuj
Aeroportul Bhuj (IATA: BHJ, ICAO: VABJ) este un aeroport din Gujarat, India ce deservește zona Bhuj. Aeroportul a fost tranzitat în decembrie 2022 de 5.889 de pasageri. A fost numit după zona deservită.
Situat la o altitudine de 78 m, aeroportul dispune de o singură pistă. Este operat de Airports Authority of India⁠(d).